# Eupithecia anikini
Eupithecia anikini es una especie de polilla de la familia Geometridae. La especie fue descrita por primera vez por Mironov y Galsworthy habiendo sido descrita en 2014, con distribución en Mongolia.